# 4YOU Airlines
4YOU Airlines war eine virtuelle polnische Charterfluggesellschaft mit Sitz in Warschau.

## Geschichte
4YOU Airlines wurde 2013 als Tochtergesellschaft des polnischen Reiseveranstalters Alfa Star gegründet und nahm den Flugbetrieb im Frühjahr 2014 mit geleasten Flugzeugen vom Typ Airbus A320-200 auf. Im Auftrag verschiedener Reiseveranstalter wurden Charterflüge nach Tunesien, Ägypten, Griechenland und Bulgarien durchgeführt. Bereits Anfang September desselben Jahres wurde der Flugbetrieb wieder eingestellt, nachdem wichtige Aufträge verloren gingen.
Eine Neuausrichtung als Linienfluggesellschaft mit eigenem Air Operator Certificate scheiterte kurz darauf, sodass die Gesellschaft im November 2014 bereits wieder aufgelöst wurde. Gegen die Geschäftsführung wurde daraufhin wegen Betruges ermittelt, da man ohne Betriebsgenehmigung bereits Tickets verkauft hatte.

## Flotte
4YOU Airlines betrieb keine eigenen Flugzeuge, es kamen drei Airbus A320-200 der YanAir zum Einsatz, welche durch Eurolot betrieben wurden.